# Conus brasiliensis
Conus brasiliensis é uma espécie de gastrópode do gênero Conus, pertencente à família Conidae.